# Ida Isori
Ida Isori (Firenze, 1875 – Napoli, 1926) è stata una cantante italiana.

## Biografia
Ha studiato musica e canto sotto la guida di Barbieri e della Mellani; nel 1889 è stata allieva di Ceccherini a Firenze nell'Istituto musicale, dove coltivò soprattutto il «Bel canto».
Il suo esordio risale al 1892 nel Trovatore rappresentato nella città di Pisa; per altri tre anni cantò nei teatri della penisola, mentre successivamente si recò in Francia e in Russia.
Nel 1900 si sposò con il pianista Paolo Litta, con il quale fondò la Società musicale di libera estetica denominata Litta-Isori e dieci anni dopo inaugurò una Scuola di Bel canto.
Scrisse e curò numerosi libri con lo scopo di diffondere in tutta Europa la musica italiana ed il «Bel canto», tra i quali annoveriamo il Ida Isori-Album Altitalienische Arien (1912), e l'Art du «Bel canto» (1913).

## Bibliografia

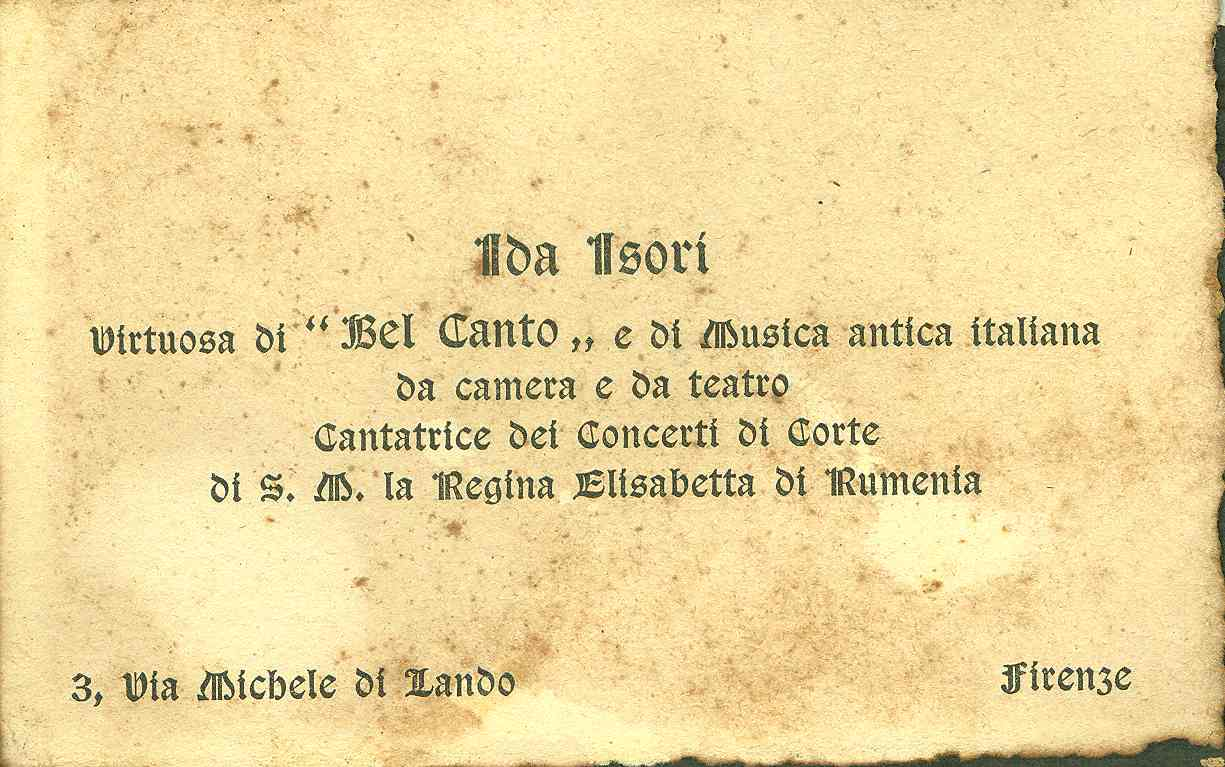